# Větrný Jeníkov
Větrný Jeníkov (deutsch Windig Jenikau) ist eine Minderstadt in Tschechien. Sie liegt zwölf Kilometer nordwestlich des Stadtzentrums von Jihlava auf halbem Wege nach Humpolec und gehört zum Okres Jihlava.

## Geographie

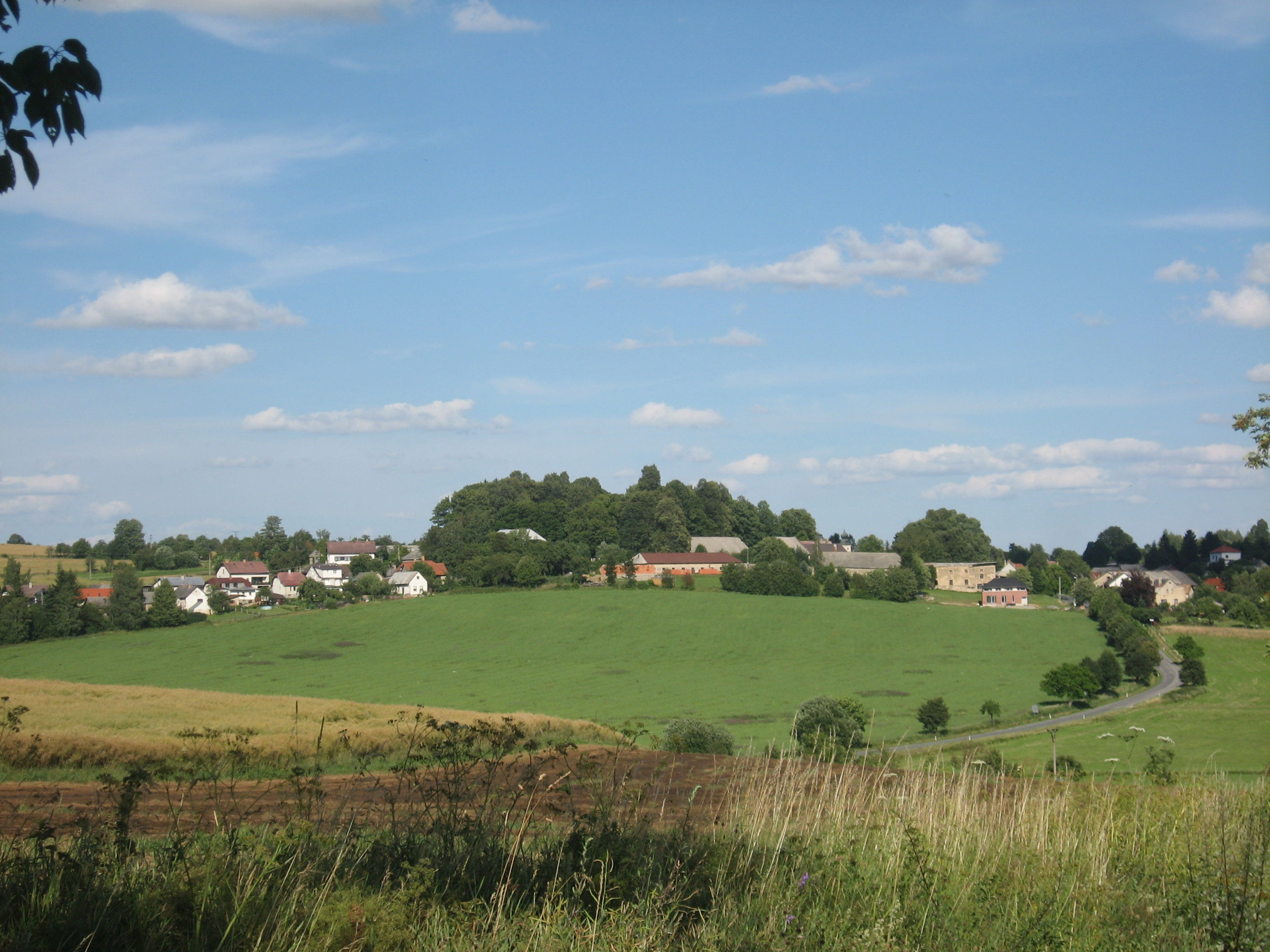
Ortsansicht

Větrný Jeníkov befindet sich in der Quellmulde eines linken Zuflusses des Jiřínský potok in der Böhmisch-Mährischen Höhe. Der Ort liegt an der europäischen Hauptwasserscheide zwischen Elbe und Donau. Knapp drei Kilometer nordöstlich verläuft die Trasse der Autobahn D 1, dort liegt auch die Abfahrt 104 Větrný Jeníkov. Nördlich erhebt sich die Novota (689 m), im Nordosten die Skalky (708 m), östlich der Venušín (678 m), südöstlich der Peklo (699 m), im Süden der Trojan (569 m) und Holubovsko (675 m), südwestlich der Strážník (713 m).
Nachbarorte sind Zbinohy im Norden, Na Skalce, Kosovy und Petrovice im Nordosten, Smrčensko und Smrčná im Osten, Vilémovské Chaloupky, Stará Huť und Bílý Kámen im Südosten, Struhovec, U Trojanů, Hlávkov und Jiřín im Süden, Šimanov im Südwesten, Obora, Bethán, Branišov, Ústí und Kalhov im Westen sowie Velešov und Velešovský Dvůr im Nordwesten.

## Geschichte
Die erste schriftliche Erwähnung von Jeníkov erfolgte 1226 zusammen mit anderen Orten in einer Besitzbestätigungsurkunde Honorius III. für das Kloster Seelau. Seine Lage am Humpoletzer bzw. Seelauer Steig, der in die reiche Bergstadt Iglau führte, förderten die Entwicklung des Ortes. Im 14. Jahrhundert wurde Jenikau zu einem Städtchen erhoben und erhielt das Recht zur Führung eines Wappens.
Die während der Hussitenkriege verwaisten Seelauer Klostergüter übergab König Sigismund 1436 mit Einverständnis des nach Iglau geflüchteten Abtes dem Schutz und der Verwaltung Nikolaus Trčka von Lípas. Nachdem Georg von Podiebrad den Klosterbesitz 1458 den Trčka von Lípa auch in der Landtafel zugeschrieben hatte, errichtete Burian Trčka von Lípa die Herrschaft Jenikau. Seit 1572 führt das Städtchen den Namen Větrný Jeníkov / Windig Jenikau. 1601 verkauften die Trčka die aus der Feste und dem Städtchen Windig Jenikau mit Brauerei und Vorwerkshof sowie 22 Dörfern, darunter Buková, Chyška, Dudin, Scheibelsdorf, Mysletín, Winau, Opatau, Kellersdorf, Vorlovy, Polánky, Neustift, Prusdorf und Pollerskirchen bestehende Herrschaft Jenikau an den aus einem geadelten Iglauer Patriziergeschlecht stammenden Matthias Stubegg Ritter von Königstein (Matyáš Štubík z Königštejna). Dessen Söhne teilten 1606 den Besitz und Samuel Stubegg erhielt den Jenikauer Anteil mit dem Städtchen Windig Jenikau und den Dörfern Winau, Opatau, Dudin, Maršov, Duschau, Jankau, Kalhau, Prusdorf und Chyška. Nach seinem Tode erwarb Magdalena Trčka von Lobkowicz 1619 die Herrschaft.
Während des Dreißigjährigen Krieges verarmte die Gegend und nachfolgend wechselten sich fremde katholische Adelige in rascher Folge als Besitzer ab und setzten die Rekatholisierung der Bevölkerung durch. Unter Johann Baptist Ritter von Minetti, der die Herrschaft 1719 kaufte, setzte eine rege Bautätigkeit ein. Minetti ließ eine neue Kirche und Schule errichten und die Feste zu einem Barockschloss umgestalten. Das Handwerk erblühte und 1721 bildeten sich in Windig Jenikau Zünfte. Sein Erbe floss zum Teil in eine öffentliche Stiftung eines Prager Krankenhauses ein, die die Herrschaft nachfolgend pachtweise verschiedenen Besitzern überließ. Hauptsächlich gehörte sie den Freiherren von Dyhrn, den sächsischen Verwandten der Minettis. Hier wohnte auch der General Georg Karl von Dyhern, der 1759 im Schlacht bei Bergen fiel. Ein halbes Jahrhundert herrschte diese Familie in Windig Jenikau. 1838 kauften die Grafen von Rummerskirch die Herrschaft von den vorigen Besitzern.
Nach der Aufhebung der Patrimonialherrschaften bildete Větrný Jeníkov / Windig Jenikau mit dem Ortsteil Velšov ab 1850 eine Marktgemeinde im Bezirk Deutschbrod und besaß das Recht zur Abhaltung von sechs Jahrmärkten. Zu Beginn des 20. Jahrhunderts wurde Větrný Jeníkov dem Bezirk Humpolec zugeordnet. 1904 kaufte Richard Fiedler das Schloss mit dem zugehörigen Großgrundbesitz. Seine Witwe Franziska veräußerte die Güter 1909 an Franz von Magnoni, der sie zwei Jahre später an Otto Mettal weiterreichte.
Die durch die erste Bodenreform verkleinerten Güter erwarb 1927 die Graf-Straka-Stiftung. 1948 wurden die Güter verstaatlicht. Seit 1961 gehört Větrný Jeníkov zum Okres Jihlava.
Am 20. März 2008 ereignete sich auf der nahen Autobahn D1 am Kilometer 100 kurz vor der Abfahrt Větrný Jeníkov ein Massenunfall mit einem Schaden von 27.863.000 Kronen, in den 131 PKW, 98 LKW und zwei Busse verwickelt waren und bei dem es drei Schwer- und 27 Leichtverletzte gab.
Am 23. Jänner 2009 erhielt der Ort den Status eines Městys zurück.

## Ortsgliederung
Der Městys Větrný Jeníkov besteht aus den Ortsteilen Velešov (Welschau) und Větrný Jeníkov (Windig Jenikau).

## Sehenswürdigkeiten
- Schloss Větrný Jeníkov, der Barockbau entstand 1729 für Johann von Minetti aus einer alten Feste
- Kirche Mariä Wiegenfest, errichtet 1720–1735 anstelle eine Vorgängerbaus
- Statue des hl. Johannes von Nepomuk vor der Kirche, am Sockel des 1721 geschaffenen Kunstwerkes befindet sich das Wappen der Ritter von Minetti
- Kapelle in Velešov
- Wassermühle Dolní Mlýn (Untermühle) am Jiřínský potok südlich des Ortes
- Jüdischer Friedhof, südlich der Dolní Mlýn
- Teich Černý rybník mit Feriensiedlung, östlich des Ortes

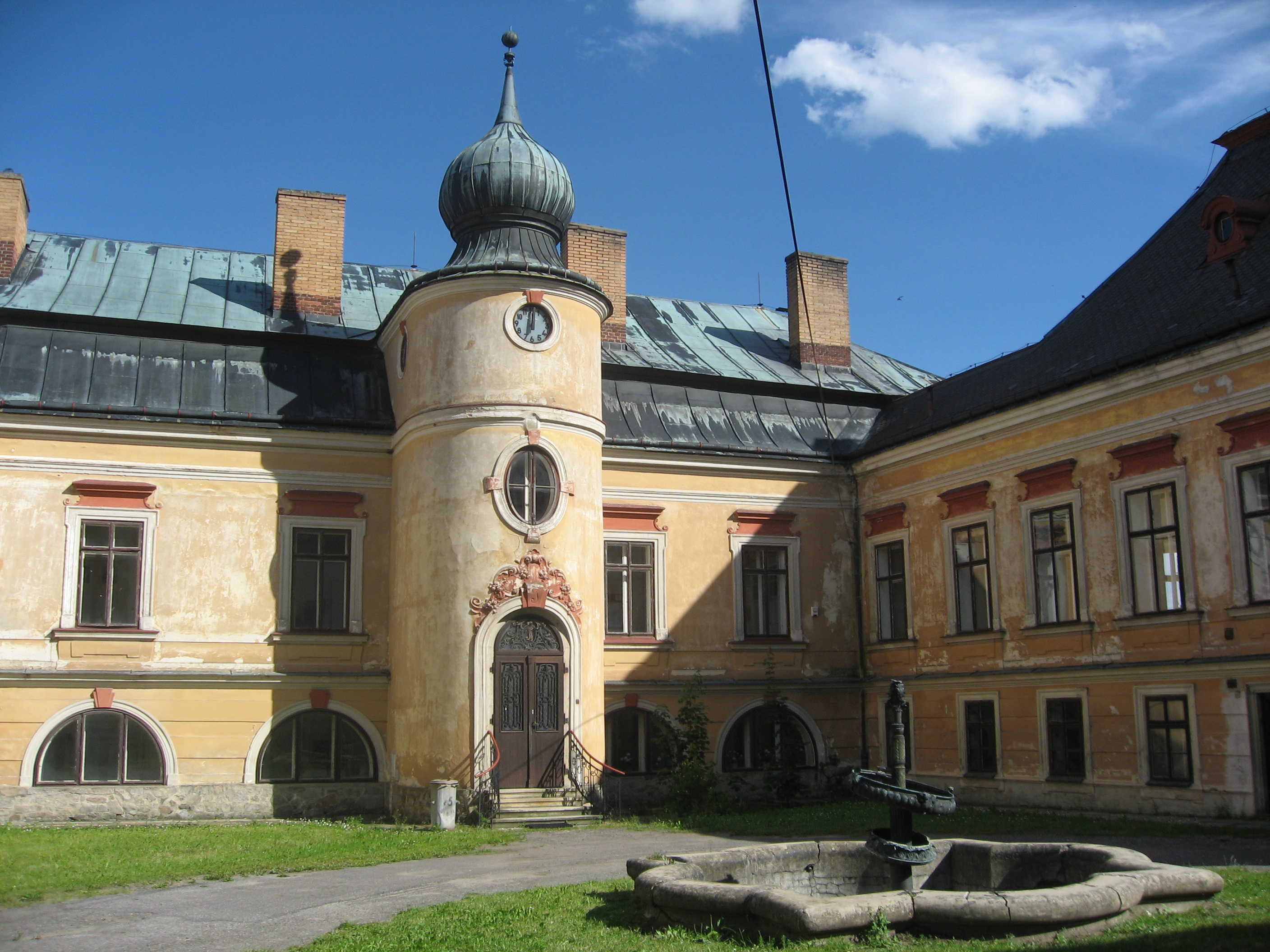
Schlosshof mit neogotischem Brunnen
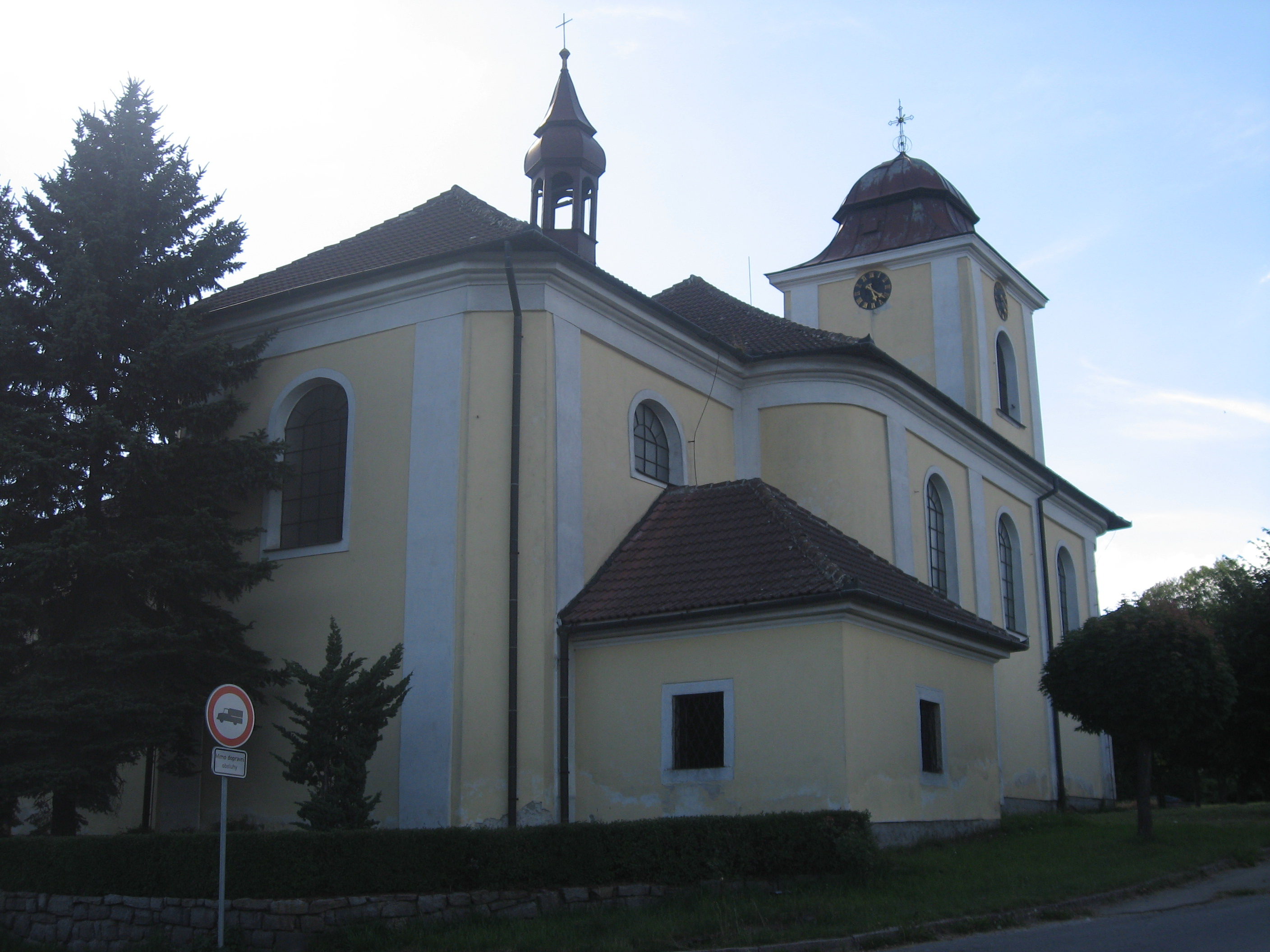
Kirche Mariä Wiegenfest
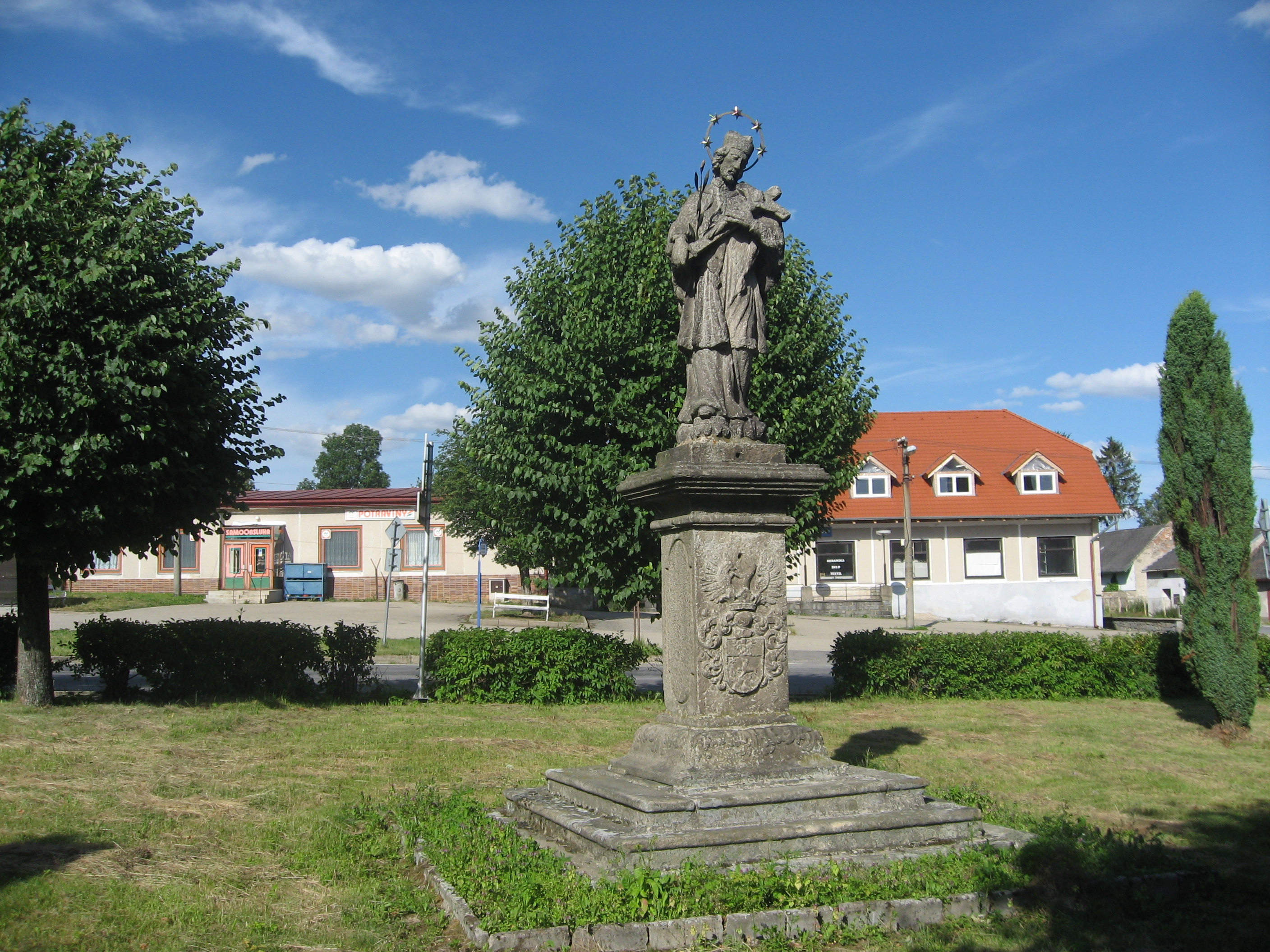
Statue des hl. Johannes von Nepomuk